# پل ویلیامزبورگ

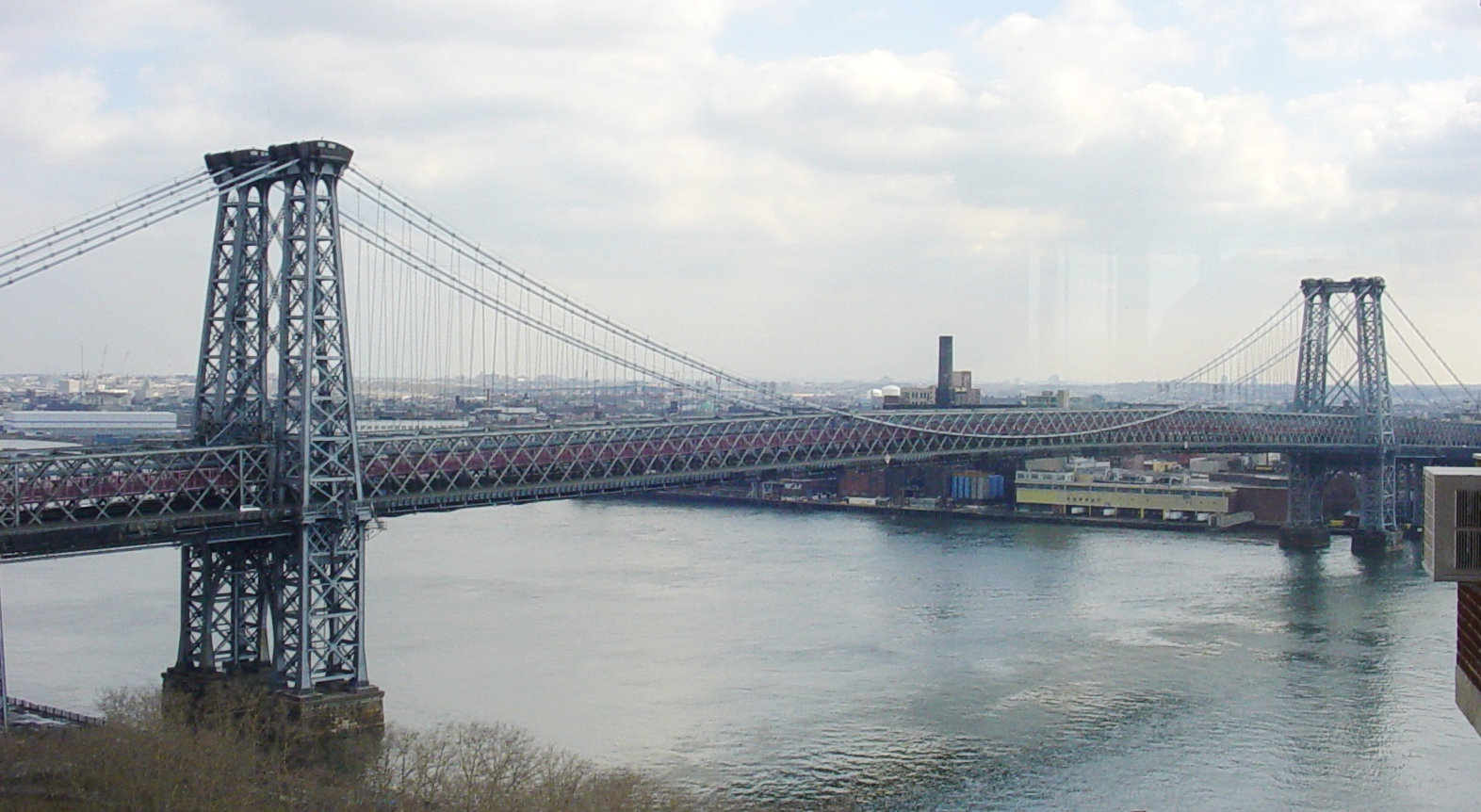
نمایی از پل ویلیامزبورگ

پل ویلیامزبورگ (به انگلیسی: Williamsburg Bridge) یک پل معلق بر روی رودخانهٔ ایست ریور در شهر نیویورک است که لوور ایست ساید منهتن را از خیابان دلنسی به محلهٔ ویلیامزبورگ بروکلین در برادوی و نزدیک به تندراه بروکلین-کویینز (ایالتی ۲۷۸) وصل می‌کند. این پل یکی از چهار پل بدون عوارضی بین بروکلین یا کویینز و منهتن است.

## نگارخانه

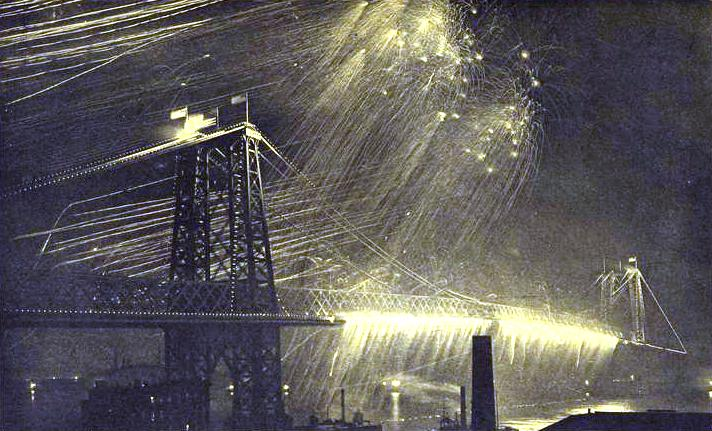
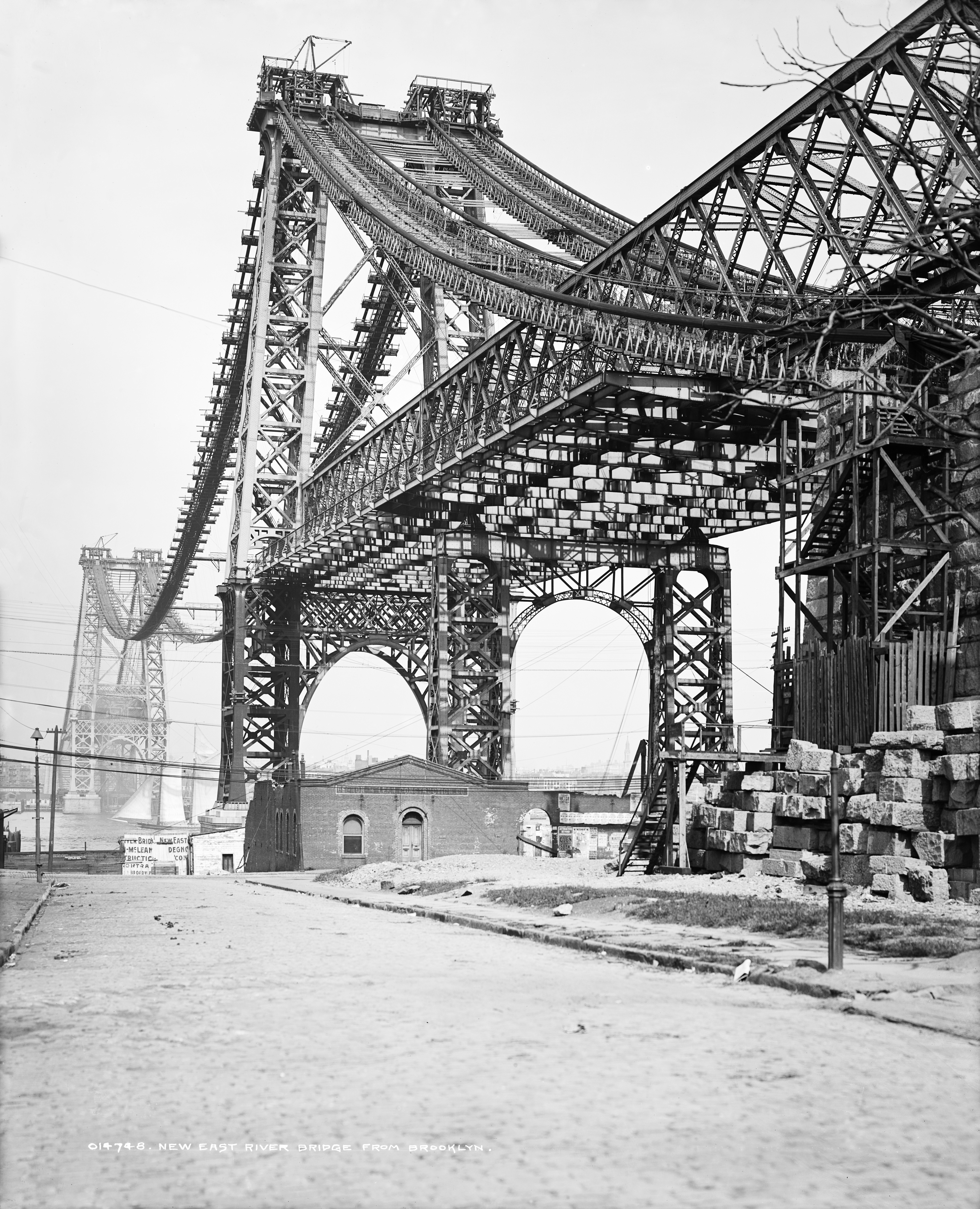
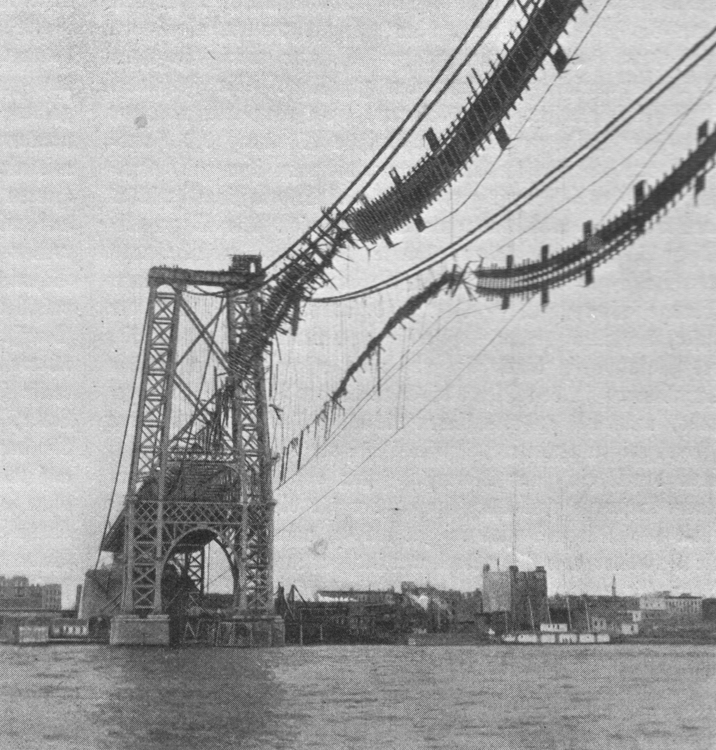
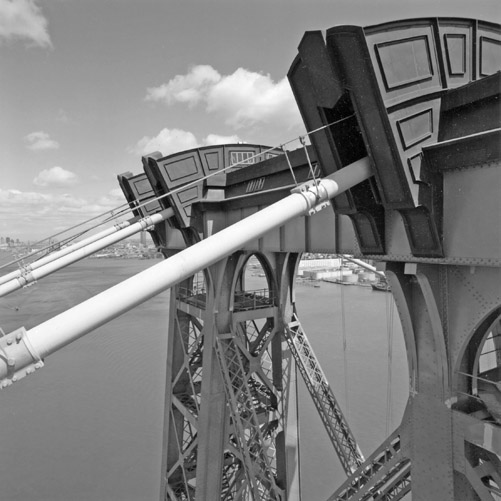